# Quatre Bras de Tervueren
Ne doit pas être confondu avec Quatre Bras de Baisy-Thy.
Pour les articles homonymes, voir Tervueren (homonymie) et Quatre-Bras.
Les Quatre Bras de Tervueren,, aussi parfois écrit Quatre Bras de Tervuren,, ou simplement les Quatre Bras (en néerlandais : Vierarmenkruispunt), est un lieu-dit de la périphérie Est bruxelloise.
Sa notoriété est liée au carrefour routier très important situé sur les communes de Tervuren et de Woluwe-Saint-Pierre, à l'intersection de l'ancienne chaussée Malines-Waterloo (dont le tronçon vers Waterloo a été modifié et a été fusionné désormais au Ring-Est) et de l'Avenue de Tervueren. Il s'agit d'un carrefour doté de feux directionnels munis de cycles de passages permettant une circulation rapide tout en privilégiant la sécurité des automobilistes. Un tunnel, le tunnel des Quatre Bras, permet de le traverser en évitant les feux. 

## Histoire
Au « Quatre-Bras » se trouvait une auberge qui portait ce nom. C'est aussi le cas de plusieurs autres carrefours comme celui du Chien-Vert sur l'avenue de Tervueren ou du carrefour Léonard sur le ring.

## Directions
- En allant au nord, on va sur le ring-nord vers Anvers
- En allant au nord, on va sur la chaussée de Malines construite au milieu du XIXe siècle
- En allant à l'est, on va sur la fin de l'avenue de Tervueren dans la direction de Tervuren
- En allant au sud, on va sur le ring-ouest vers Waterloo, vers le carrefour Léonard.
- En allant à l'ouest, on va sur la chaussée de Tervueren[5] en direction du centre de Bruxelles

## Transports en commun

### STIB
- Ligne 44 (Montgomery - Tervuren station)
- Ligne historique du tram de Bruxelles (Musée du transport urbain bruxellois - Tervuren station)

### De Lijn
- Ligne de bus 315 (Métro Crainhem - Tervuren - Leefdael - Louvain)
- Ligne de bus 317 (Métro Crainhem - Tervuren - Bertem - Louvain)

### TEC
- Ligne de bus E12 (Louvain-la-Neuve - Wavre - Woluwe (métro Crainhem et métro Roodebeek), arrêt KRAAINEM Kastanjeslaan situé avenue Baron d'Huart.